# NGC 643B
NGC 643B је спирална галаксија у сазвежђу Хидрус која се налази на NGC листи објеката дубоког неба.
Деклинација објекта је - 75° 0' 41" а ректасцензија 1h 39m 13,4s. Привидна величина (магнитуда) објекта NGC 643 износи 13,5 а фотографска магнитуда 14,5. NGC 643B је још познат и под ознакама ESO 29-53, IRAS 01384-7515, PGC 6117.